# Morbus Waldenström
Der Morbus Waldenström (MW), auch Makroglobulinämie oder Immunozytom genannt, ist eine maligne Lymphomerkrankung. Sie wird zu den indolenten (d. h. langsam fortschreitenden und wenig Symptome verursachenden) B-Zell-Non-Hodgkin-Lymphomen gezählt, und zwar unter die Oberkategorie der lymphoplasmozytischen Lymphome. Die Erkrankung ist typischerweise verbunden mit einer abnormen Produktion von monoklonalem Immunglobulin M (IgM) durch die Lymphomzellen. In bestimmten Aspekten hat der Morbus Waldenström Ähnlichkeit mit dem Multiplen Myelom (Plasmozytom), er zeigt jedoch einen wesentlich gutartigeren Verlauf.
Die Erkrankung trägt ihren Namen nach Jan Gösta Waldenström (1906–1996), einem schwedischen Internisten, der die Erkrankung 1944 erstmals wissenschaftlich beschrieb.

## Epidemiologie
Es handelt sich um eine seltene Erkrankung mit einer Inzidenz von rund einer Neuerkrankung pro 100.000 Einwohner pro Jahr. Das mittlere Alter beim Auftreten liegt um die 65 Jahre, nur selten sind Patienten unter 40 Jahren betroffen. Die Erkrankung betrifft eher Männer und Europäer oder deren Nachkommen.

## Pathogenese
Die Pathogenese ist im Einzelnen bisher nicht verstanden und ähnelt möglicherweise der chronischen lymphatischen Leukämie. Es kommt zu einer ungehemmten klonalen Vermehrung von reifen plasmazellulär differenzierten aber funktionsgestörten B-Lymphozyten, sowie zu einer Infiltration verschiedener Gewebe und zur Überproduktion von IgM. Betroffen sind von der Infiltration vor allem das Knochenmark, die Milz und die Lymphknoten. Seltener werden andere Organsysteme wie die Leber, die Augen oder das zentrale Nervensystem, was als Bing-Neel-Syndrom bezeichnet wird, befallen. Die Infiltration des Knochenmarks führt unter anderem zur Verdrängung der hämatopoetischen Stammzellen. Dadurch wird die Hämatopoese eingeschränkt, und es kommt zu einer Anämie, zur Infekt- und Blutungsneigung. Die Überproduktion von IgM kann zu einem Hyperviskositätssyndrom führen. Durch die erhöhte Viskosität des Blutes kann die Gewebsdurchblutung beeinträchtigt werden und als Folge treten dann Mikrozirkulationsstörungen, also Durchblutungsstörungen vor allem in den kleinen Gefäßen, auf.
In einer Studie aus Boston zeigten sich 2012 bei über 90 % der Patienten eine Punktmutation im MYD88-Gen, wobei es zu einem Austausch der Aminosäure Leucin gegen Prolin an Position 252 kam (in der Originalpublikation als L265P bezeichnet). Hingegen zeigten nur 10 % der Patienten einer Monoklonalen Gammopathie unklarer Signifikanz diese Mutation. Das MYD88-Protein gehört zum NF-κB-Signalweg. Es wird bei Bindung eines Liganden an den Interleukin-1-Rezeptor direkt oder bei Bindung eines Liganden an den Toll-like Receptor TLR4 durch Interaktion mit TIRAP (TIR domain containing adaptor protein) und Bruton-Tyrosinkinase (BTK) als Homodimer aktiviert. Im Weiteren aktiviert MYD88 eine Signalkaskade über IRAK1, TRAF6, TAK1 und IKK mit Phosphorylierung von IκBα und Freisetzung von NF-κB-Proteinen, die in den Zellkern wandern und dort proliferativ und antiapoptotisch wirken.

## Symptome
Die meisten Patienten sind bei Diagnosestellung asymptomatisch und die Erkrankung wird eher „zufällig“ aufgrund einer Blutuntersuchung entdeckt. Bei einigen Patienten führen allerdings auch Symptome zur Diagnose. Zu den häufigsten Symptomen gehören die Müdigkeit, welche zwei Drittel aller MW-Patienten betrifft und eine periphere Neuropathie (Polyneuropathie), von welcher etwa ein Viertel betroffen sind. Die Neuropathie wird durch Ablagerung von monoklonalen IgM in den Myelinscheiden verursacht, was durch eine Nervenbiopsie (z. B. im Bereich des einfach zugänglichen Nervus suralis) nachgewiesen werden kann. Der Grad der Polyneuropathie (PNP) korreliert nicht mit der Höhe des IgM-Spiegels im Blut. Schon sehr kleine IgM-Mengen können eine deutliche PNP verursachen, während diese bei anderen Patienten trotz sehr hoher IgM-Spiegel auch vollständig fehlen kann. Dazu kommen selten unspezifische B-Symptome wie Fieber, Nachtschweiß und ungewollter Gewichtsverlust. Ebenfalls kann ein Raynaud-Syndrom bereits früh auftreten. Eine Zerstörung des Knochens und daraus resultierende Schmerzen oder pathologische Frakturen sind – anders als beim Plasmozytom – sehr selten. Die Infiltration der verschiedenen Organe führt zu einer Hepatosplenomegalie (Leber- und Milzvergrößerung) (in 20 %), einer Lymphadenopathie (Lymphknotenschwellung) (in 15 %), einer Purpura (punktförmige Hautblutungen) (in 9 %) und einigen selteneren Symptomen, welche durch die Gewebsverdrängung entstehen können.
Durch die Überproduktion von IgM und der daraus resultierenden Hyperviskosität des Blutes können weitere verschiedenste Symptome im Rahmen des Hyperviskositätssyndroms hinzutreten. So eine Blutungsneigung, welche sich unter anderem durch häufiges Nasenbluten oder Bluten nach geringsten Verletzungen äußert, Kopfschmerzen, Unwohlsein, verschwommenes Sehen und andere visuelle und auch akustische Probleme.

## Diagnose
Die Diagnose wird durch eine Kombination von klinischen, laborchemischen, immunologischen und genetischen Befunden gestellt. Laborchemisch findet man eine Vermehrung von monoklonalem Immunglobulin M im Serum. Die IgM-Monoklonalität lässt sich mittels Immunfixationselektrophorese beweisen. Eine histologische und zytologische Untersuchung des Knochenmarks nach Knochenmarkpunktion zeigt eine Vermehrung von ausgereift erscheinenden Lymphozyten. Genetisch weisen diese lymphozytären Zellen in der Regel die MYD88 L265P-Mutation auf.
Zu den weiteren Laborbefunden zählt die Anämie, welche bis zu 80 % der Patienten betrifft; etwas seltener eine Thrombozytopenie oder eine Neutropenie. Die Blutsenkungsreaktion, LDH und häufig auch der Harnsäuregehalt können erhöht sein. Die Plasmaviskosität muss bestimmt werden, um das Ausmaß der Paraproteinämie zu quantifizieren. Im Urin von fast der Hälfte der Patienten können Bence-Jones-Proteine nachgewiesen werden.
Bildgebende Verfahren wie CT und MRT werden angewendet, um das Ausmaß der Gewebsinfiltration zu bestimmen. Beurteilt werden vor allem Lungeninfiltrate, die Hepatosplenomegalie und die intestinalen Lymphknoten.

## Therapie
Eine Therapie wird erst notwendig, wenn Symptome des MW auftreten. Symptomlose Patienten sollten allerdings in regelmäßiger ärztlicher Kontrolle bleiben. Es gibt keinen Beweis dafür, dass ein früher Therapiebeginn die Prognose der Patienten, das heißt das Gesamtüberleben oder das krankheitsfreie Überleben, verbessert. Das Therapieziel ist in aller Regel nicht kurativ, sondern rein palliativ, d. h. die Symptome der Erkrankung sollen beseitigt werden, aber das primäre Ziel ist nicht die komplette Heilung.
Therapieschemata umfassen die Medikamente Chlorambucil, Fludarabin (als Monotherapie oder in Kombination mit Cyclophosphamid), das CVP-Schema (Cyclophosphamid, Vincristin, Prednisolon). Bei schwereren Verläufen können auch Anthracycline zum Einsatz kommen. Der monoklonale Antikörper Rituximab ist wirksam und nun auch in Deutschland zugelassen. Generell ist zu sagen, dass es wenige Daten zur optimalen Therapie dieser Patienten gibt, da die Erkrankung selten ist und Patienten aufgrund der relativen Gutartigkeit der Erkrankung selten in Therapiestudien eingeschlossen werden. Patienten sollten daher, wenn immer möglich, im Rahmen klinischer Studien behandelt werden.
Der Effekt einer Chemotherapie auf die IgM-Werte im Blut stellt sich frühestens in einigen Tagen nach Therapie ein (die Serum-Halbwertszeit von IgM liegt bei etwa fünf Tagen). Bei einem schweren Hyperviskositätssyndrom kann eine Plasmapherese durchgeführt werden um die IgM-Spiegel im Blut rasch zu senken.

## Prognose
Die Erkrankung schreitet unbehandelt typischerweise schleichend voran. Der Mangel an funktionsfähigen Leukozyten führt zu einem Antikörpermangelsyndrom mit Abwehrschwäche und häufigeren Infektionen. Der Verlauf der Krankheit hängt von vielen verschiedenen Faktoren ab und variiert von Patient zu Patient stark. Die mittlere Überlebenszeit beträgt 7,7 Jahre nach Erstdiagnose, wenn eine zeitgemäße Behandlung durchgeführt wird. Faktoren, welche einen schlechteren Verlauf mit sich bringen, sind:
- Alter > 65 Jahre
- Hämoglobin < 10 g/dl
- Albumin < 4,0 g/dl
- erhöhte β2-Mikroglobulin-Blutwerte

In der Summe lebt noch die Hälfte der Patienten sieben Jahre nach Erstdiagnose, manche bei hoher Lebensqualität auch nach über 20 Jahren.
Andere Quellen sprechen von einer Fünfjahresüberlebensrate von 87 % bei niedrigem Risiko, 68 % bei mittlerem und 37 % bei hohem Risiko.

## Sonstiges
Ein berühmter Erkrankter war Georges Pompidou. Er starb 1974 – für die Öffentlichkeit überraschend – an dieser Krankheit, während er Staatspräsident Frankreichs war. Auch Mohammad Reza Pahlavi, ehemaliger Schah von Persien, soll 1980 in Kairo an dieser Krankheit verstorben sein. 1978 starb Houari Boumedienne, der Präsident Algeriens, an Morbus Waldenström.